# Espejo
Espejo is een gemeente in de Spaanse provincie Córdoba in de regio Andalusië met een oppervlakte van 57 km². In 2007 telde Espejo 3691 inwoners. In preromeinse tijd heette de plaats Ucubi, in de Romeinse tijd Claritas Julia Attubi. De familie van de latere keizer Marcus Aurelius woonde er.

## Galerij

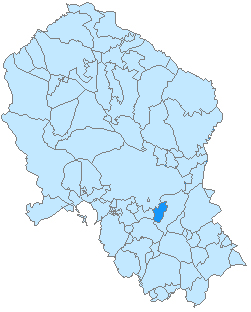
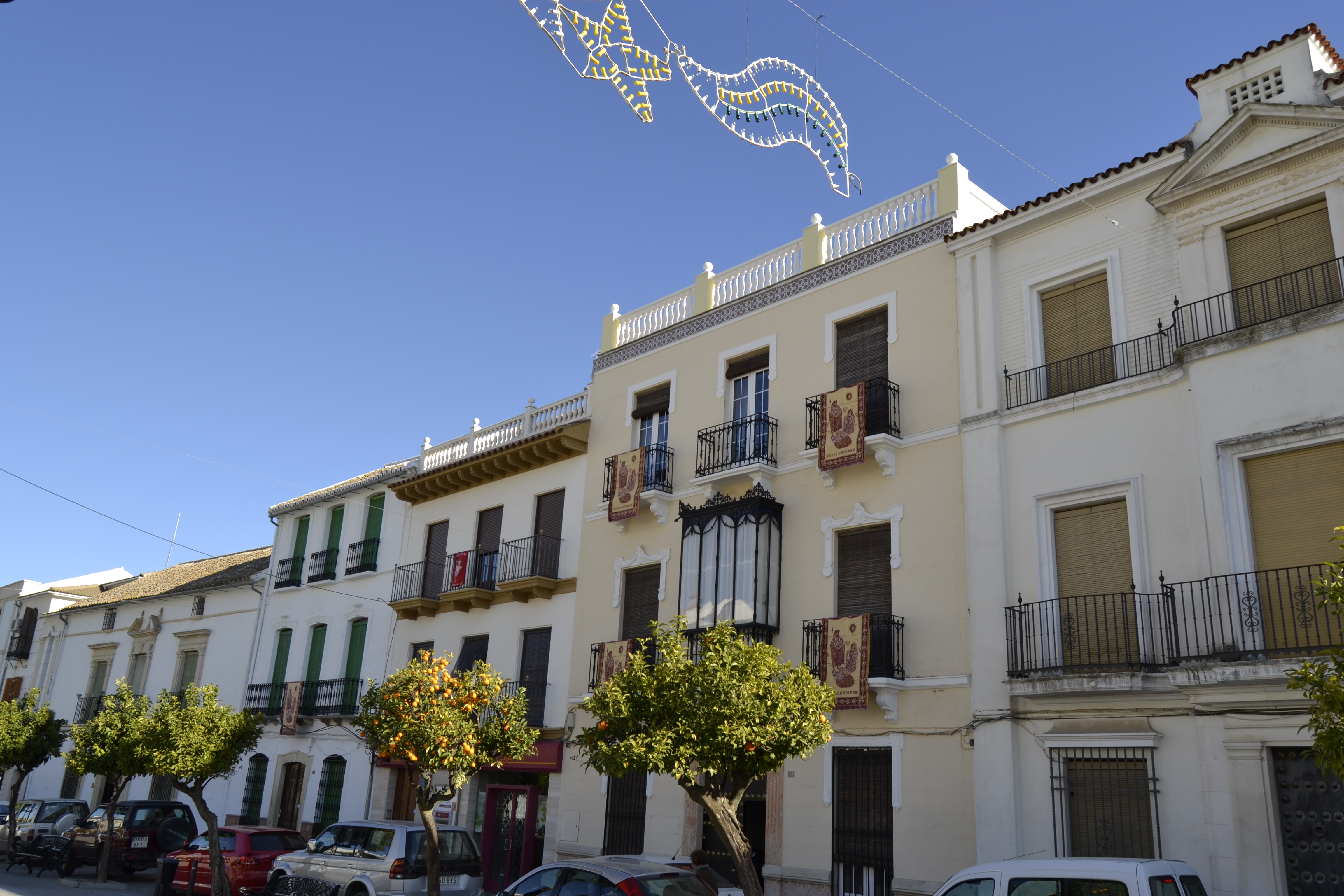
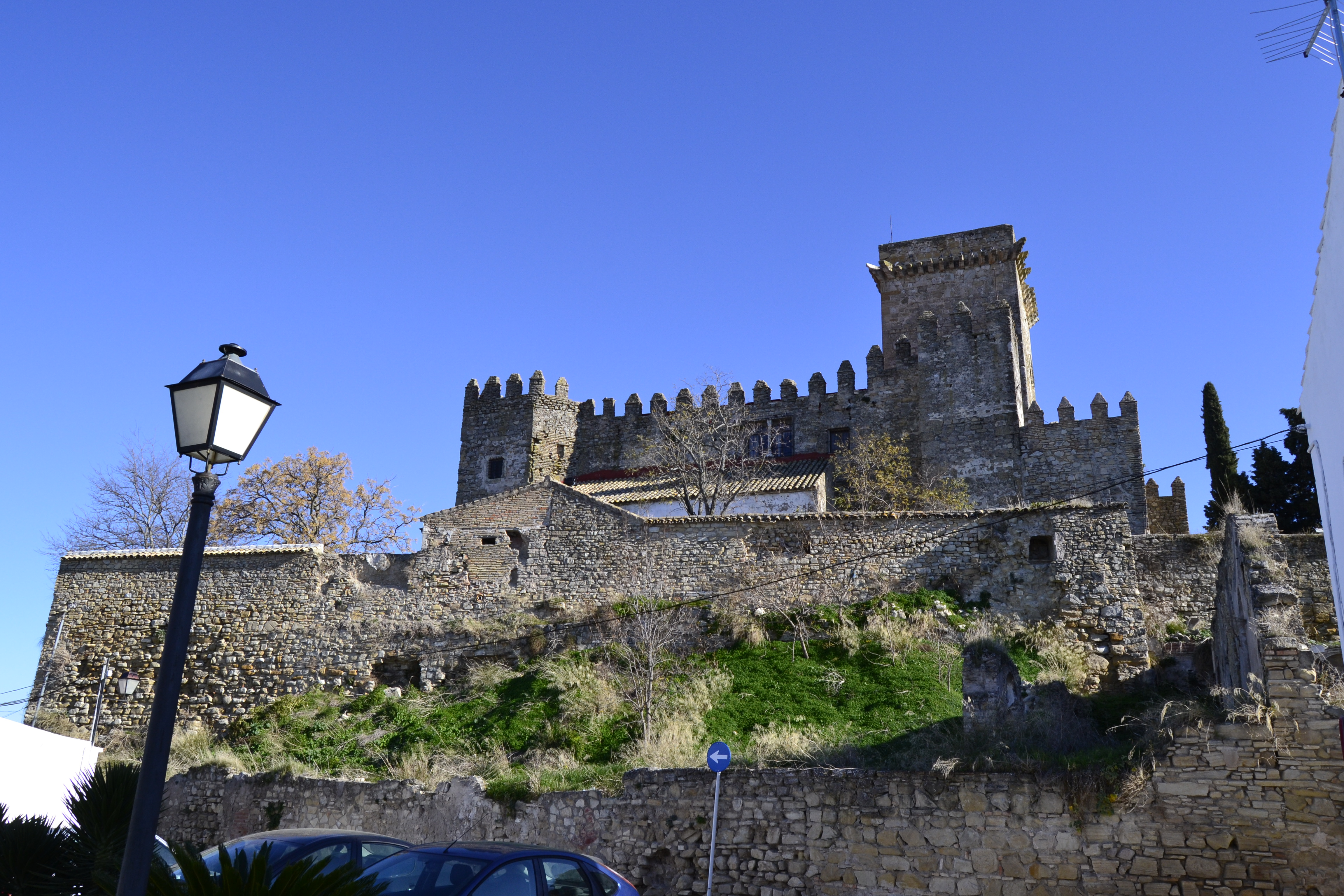
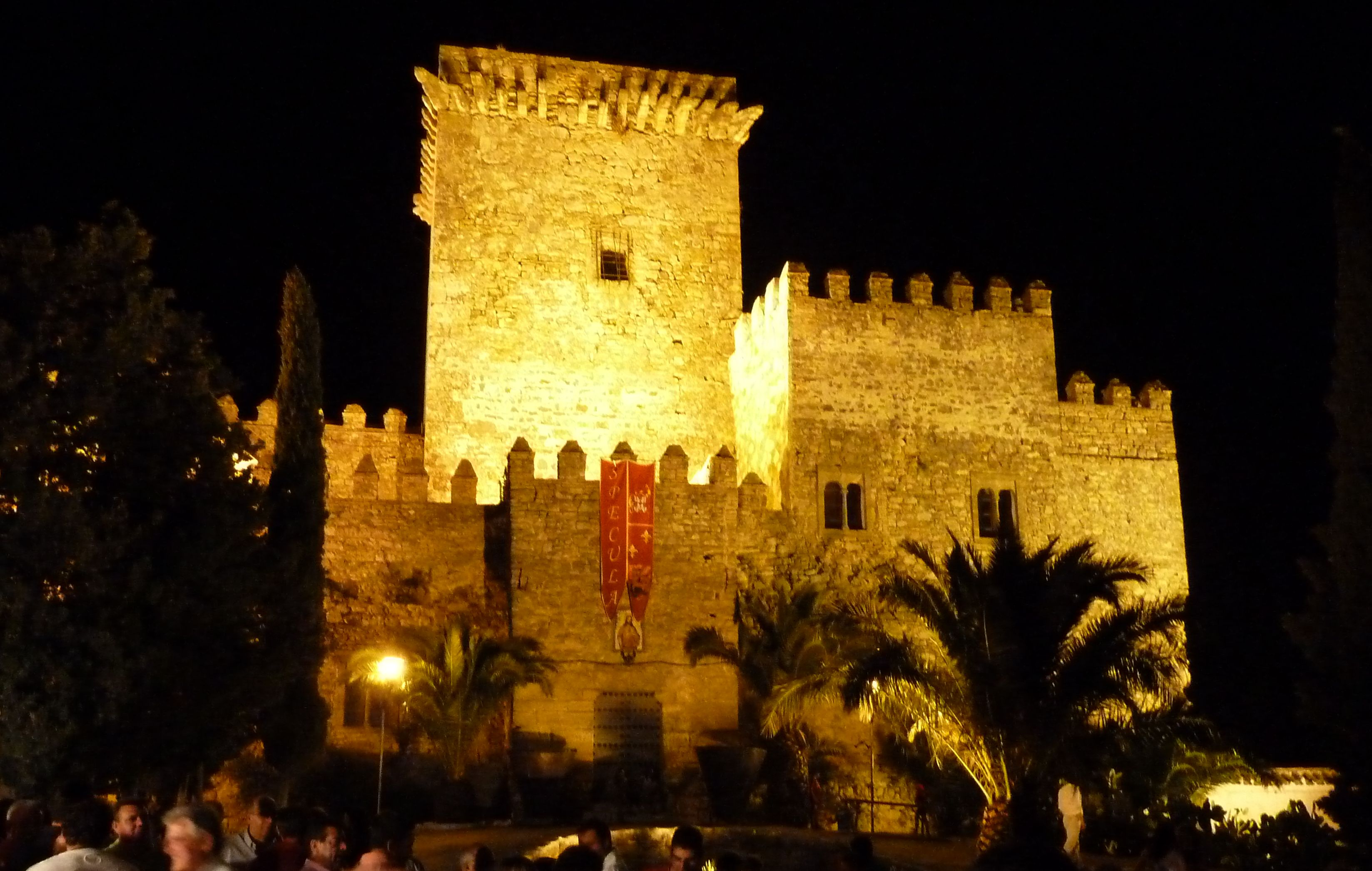
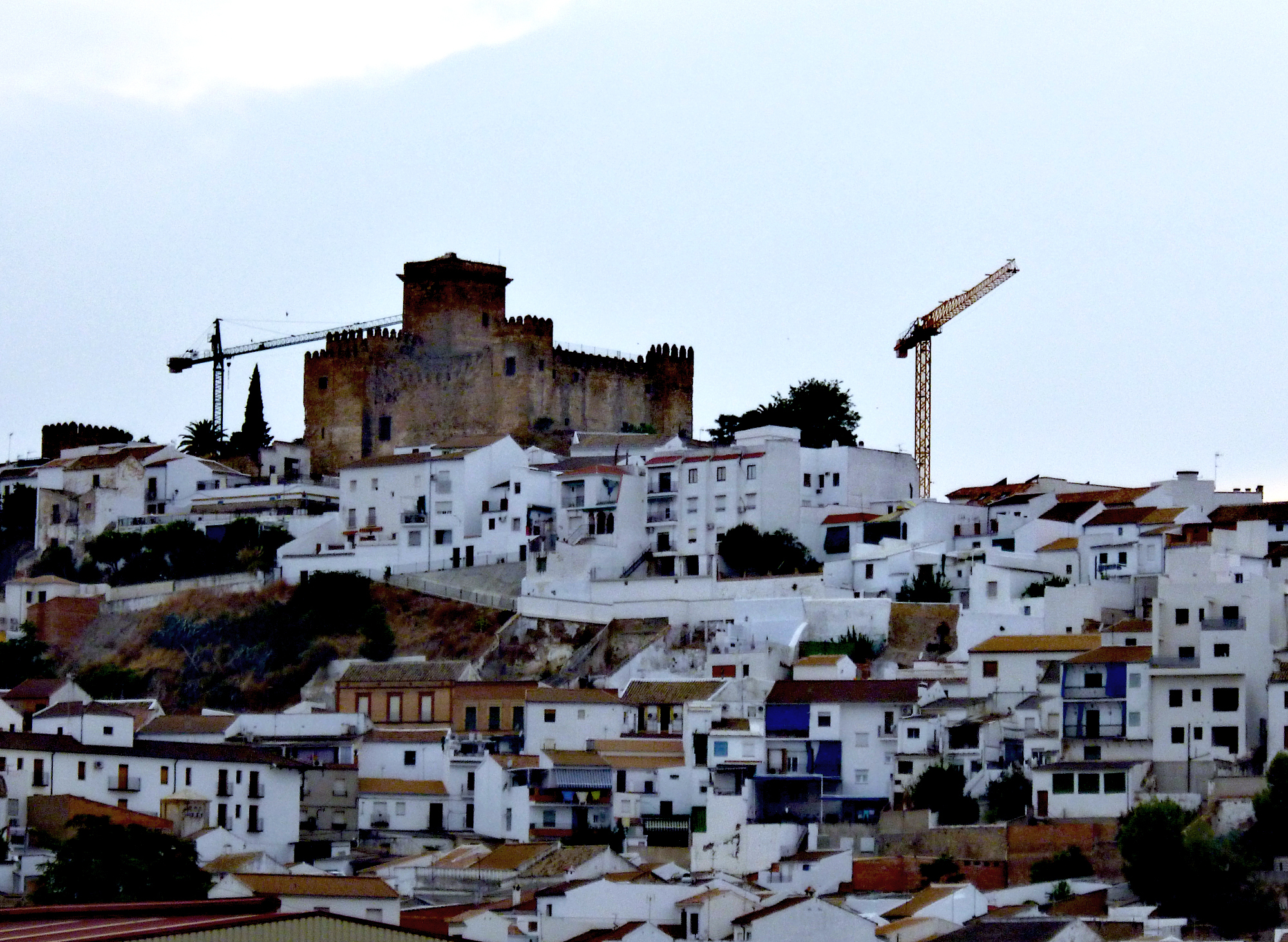

## Demografische ontwikkeling
Bron: INE, 1857-2011: volkstellingen